# Кула у Дужима
Кула у Дужима налази се надомак села Дужи у околини Требиња.
Налази се на неких осамдесет метара од десне стране старог пута од Требиња ка Дубровнику, на стази која представља пречицу до дијела села Дужи, које је од ове куле удаљено око триста метара, док је манастир Дужи удаљен око седамсто метара.
Ријеч је о једноспратној грађевини кружног темеља пречника шест метара, висине девет метара. Са сјеверне стране је улаз, уоколо је кружни вањски бедем унутар којег је чатрња с водом. Пречник вањског бедема износи дванаест метара, а кула се налази у његовом јужнијем дијелу. Поред мањих и већих прозора са свих страна, у приземљу и на спрату налазе се уске пушкарнице. Унутрашњи поглед открива удубљења у зиду у којима су некада стајале дрвене греде које су носиле спратну конструкцију.
На први поглед слична је Бранковића кули у требињском насељу Полице, али када се приђе ближе, уочљива је разлика у квалитету изградње. Кула у Дужима грађена је једноставније и сиромашније него Бранковића кула. Приликом градње, употребљаван је мање обрађени камен и пуно више везивног материјала средњовјековне кречњачке жбуке (малтера) у комбинацији са каменчићима и пијеском и с додатком глине, која жбуки даје свијетло смеђу боју.
Судећи по начину изградње, односно по уским пушкарницама за мускете и кубуре, кула у Дужима не би могла бити старија од краја XV вијека, када су пушке-мускете и пиштољи-кубуре почели употребљавати се широм Европе. Уколико су пушкарнице употребљаване за гађање из самострела, могла би бити старија, али не раније од XIII вијека. С обзиром на то да су зидови бедема и фасадни зид танки, они као такви нису могли пружити одбрану од ђулади армијских покретних топова који су почели употребљавати се у XVI вијеку.
Кула у Дужима вјероватно је била склониште за властелинску породицу и кметове у случају напада лако наоружаних пљачкашких и разбојничких дружина, које су у тим временима биле честа појава.